# Haddon (Cambridgeshire)
Pour les articles homonymes, voir Haddon.
Haddon est une paroisse civile et un village du Cambridgeshire, en Angleterre.